# Augusto Pérez Garmendia
Augusto Pérez Garmendia (Tafalla, 1899 - Pamplona, 1936) fou un militar espanyol, comandant d'Estat Major a Sant Sebastià al temps del cop d'estat del 18 de juliol de 1936 que va donar lloc a la Guerra Civil, encara que la seva destinació oficial era Oviedo.
Després de sol·licitar reintegrar-se al seu lloc a Astúries en conèixer el cop, el Governador Civil de Guipúscoa li va demanar que romangués allí, en mancar de militars professionals suficients que fossin lleials a la República.
Davant la falta de municions i armes a Sant Sebastià, el 21 de juliol va organitzar una expedició amb 60 vehicles en direcció a Vitòria, on el tinent coronel Camilo Alonso Vega s'havia revoltat, per reduir-lo i proveir-se, mentre feia el mateix una altra columna dirigida pel coronel Joaquín Vidal Munárriz des de Biscaia. De camí esperava poder comptar amb unitats d'artilleria i enginyers que havien d'unir-se a l'expedició però que, al contrari, es van revoltar a les casernes de Loiola al comandament del tinent coronel José Vallespín Cobián. Després de recollir a una columna d'infanteria a Mondragón, i amb les notícies de la revolta de Loiola i els problemes de Sant Sebastià on les forces de Vallespín s'havien fet forts, es va dirigir a Eibar per rearmar-se, recollir més voluntaris i tornar a Sant Sebastià, mentre que forces lleials al govern republicà organitzaven una nova expedició a Vitòria des de Bilbao.
Va entrar a Sant Sebastià el 22 de juliol, restablint l'ordre el dia 23 després de controlar els edificis ocupats pels revoltats. Acabada l'operació, la columna es va dirigir al capdavant a Oiartzun, sent ferit, capturat el 28 de juliol, i traslladat a Pamplona on va morir dies més tard a conseqüència de les ferides de guerra que no li van ser tractades.